# Francisca Pleguezuelos
Francisca Pleguezuelos este un om politic spaniol, membru al Parlamentului European în perioada 2004-2009 din partea Spaniei.
1. ↑  Deputații în Parlamentul European
2. ↑   http://www.congreso.es/portal/page/portal/Congreso/Congreso/Diputados/BusqForm?_piref73_1333155_73_1333154_1333154.next_page=/wc/fichaDiputado?idDiputado=239&idLegislatura=7, accesat în 23 noiembrie 2017 Lipsește sau este vid: |title= (ajutor)
3. ↑   http://www.congreso.es/portal/page/portal/Congreso/Congreso/Diputados/BusqForm?_piref73_1333155_73_1333154_1333154.next_page=/wc/fichaDiputado?idDiputado=167&idLegislatura=4, accesat în 23 noiembrie 2017 Lipsește sau este vid: |title= (ajutor)
4. ↑   https://www.senado.es/web/composicionorganizacion/senadores/composicionsenado/fichasenador/index.html?id1=10132&legis=6&id2=c Lipsește sau este vid: |title= (ajutor)
5. ↑   https://www.senado.es/web/composicionorganizacion/senadores/composicionsenado/fichasenador/index.html?id1=10132&legis=5&id2=c Lipsește sau este vid: |title= (ajutor)